# Ulica Peowiaków w Zamościu
Ulica Peowiaków – jedna z głównych i najruchliwszych ulic w centrum Zamościa.

## Historia
W 1856 roku ulica pojawiła się na jednej z map Twierdzy Zamość, kiedy to miała służyć w celu ominięcia zamkniętej dla ruchu cywilnego fortecy (prawdopodobnie powstała w latach 20. XIX wieku). W czasach PRL-u służyła za jedyną obwodnicę miasta do momentu wybudowania fragmentu Obwodnicy Hetmańskiej.

### Nazwa
Początkowo nazwano ją ul. Obwodową (ze względu na jej przebieg; potocznie zwana "Obwodówką"). Po I wojnie światowej przemianowana na ul. Peowiaków, a następnie (w 1935 roku) na Aleje Hetmana Jana Zamoyskiego, które w 1937 r. zostały nazwane ponownie jako ul. Peowiaków (poprzednia nazwa nie przyjęła się). Podczas okupacji niemieckiej ulica ta została podzielona na dwie: ul. Robert Kochstrasse i ul. Umschlagstrasse (Składowa). Od lat 50. do 1990 roku pod nazwą ul. Róży Luksemburg, a obecna nazwa obowiązuje od 1990 r.

## Obecnie
Obecnie jest to jednojezdniowa, jedna z najruchliwszych ulic miasta. Mieści się przy niej wiele ważnych obiektów, m.in. Zamojski Szpital Niepubliczny (dawniej jedyny publiczny szpital w Zamościu), Urząd Gminy Zamość, Cmentarz Parafialny oraz gmach z filią Lubelskiego Urzędu Wojewódzkiego (dawniej Urząd Województwa Zamojskiego) i innymi instytucjami (na rogu ulic Peowiaków i Partyzantów). W pobliżu ulicy mieściła się także dawna baza Miejskiego Zakładu Komunikacji, którą przeniesiono do nowej, obecnej bazy przy ul. Lipowej. Wzdłuż odcinka ulicy (od ul. Partyzantów do ul. S. Wyszyńskiego) biegnie kolejowa linia normalnotorowa Zawada - Hrubieszów, na której w 2015 r. powstał jeden z dwóch nowych przystanków kolejowych w Zamościu - Zamość Starówka.